# Ртищев, Никита Андреевич
Никита Андреевич Ртищев (23 мая 2000, Электросталь) — российский хоккеист, нападающий клуба ВХЛ «АКМ». Кандидат в мастера спорта России.
Начал заниматься хоккеем с пяти лет в спортшколе «Кристалла», первый тренер Алексей Шиханов. В 2009 году перешёл в спортшколу ЦСКА.
С сезона 2017/18 начал играть в МХЛ за команду «Красная Армия». С сезона 2018/19 — в ВХЛ за «Звезду». 10 октября 2018 года дебютировал в КХЛ в домашнем матче против «Динамо» Москва (5:1).
Обладатель Кубка Гагарина (2019).
Серебряный призёр молодёжного чемпионата мира 2020.
В мае 2024 года был обменян в «Нефтехимик» из «Адмирала» на Даниила Скорикова.